# Haloragis erecta
Haloragis erecta là một loài thực vật có hoa trong họ Haloragaceae. Loài này được (Murray) Oken miêu tả khoa học đầu tiên năm 1841.